# Devis Oliveros
Devis Oliveros (Santa Marta, Magdalena, Colombia; 25 de febrero de 1992) es un futbolista colombiano. Juega de delantero y su equipo actual es el Expreso Rojo de la Categoría Primera B colombiana.

## Clubes
| Club             | País     | Año             |
| ---------------- | -------- | --------------- |
| Depor Aguablanca | Colombia | 2011 - 2013     |
| Expreso Rojo     | Colombia | 2013 - Presente |